# Gardun
Gardun – wieś w Chorwacji, w żupanii splicko-dalmatyńskiej, w mieście Trilj. W 2011 roku liczyła 83 mieszkańców.
Leży nad rzeką Cetiną, na wysokości 339 m n.p.m., 3 km na południowy zachód od Trilja. Miejscowa gospodarka oparta jest na rolnictwie.
W starożytności funkcjonował tu rzymski obóz wojskowy Tilurium. Od 1997 roku miały miejsce liczne znaleziska archeologiczne.